# Biankouma (underprefektur)
Biankouma är en underprefektur i Elfenbenskusten. Den ligger i departementet med samma namn, i den västra delen av landet, 280 km väster om huvudstaden Yamoussoukro.